# Chambre municipale (Portugal)

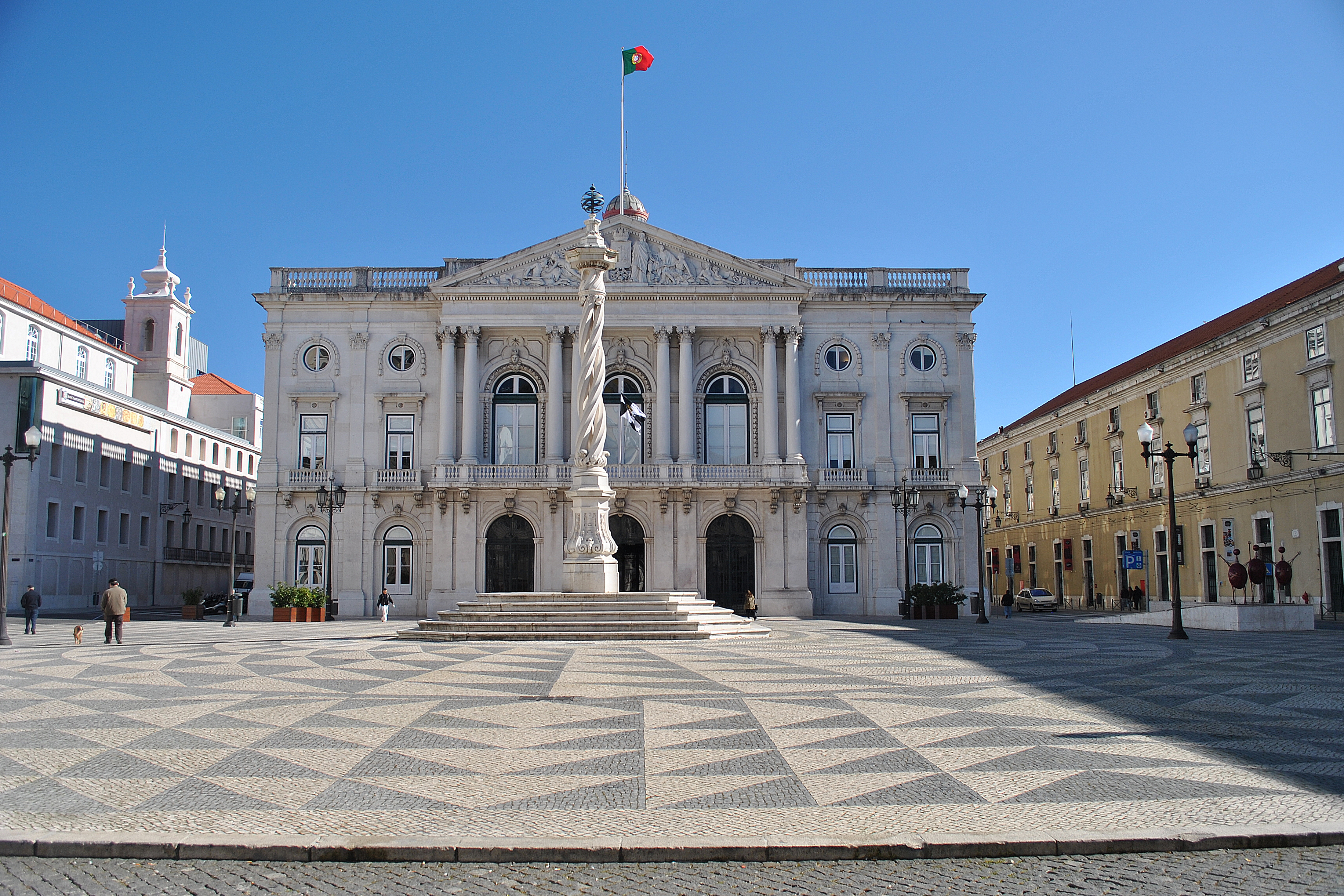
Siège du conseil municipal de Lisbonne.

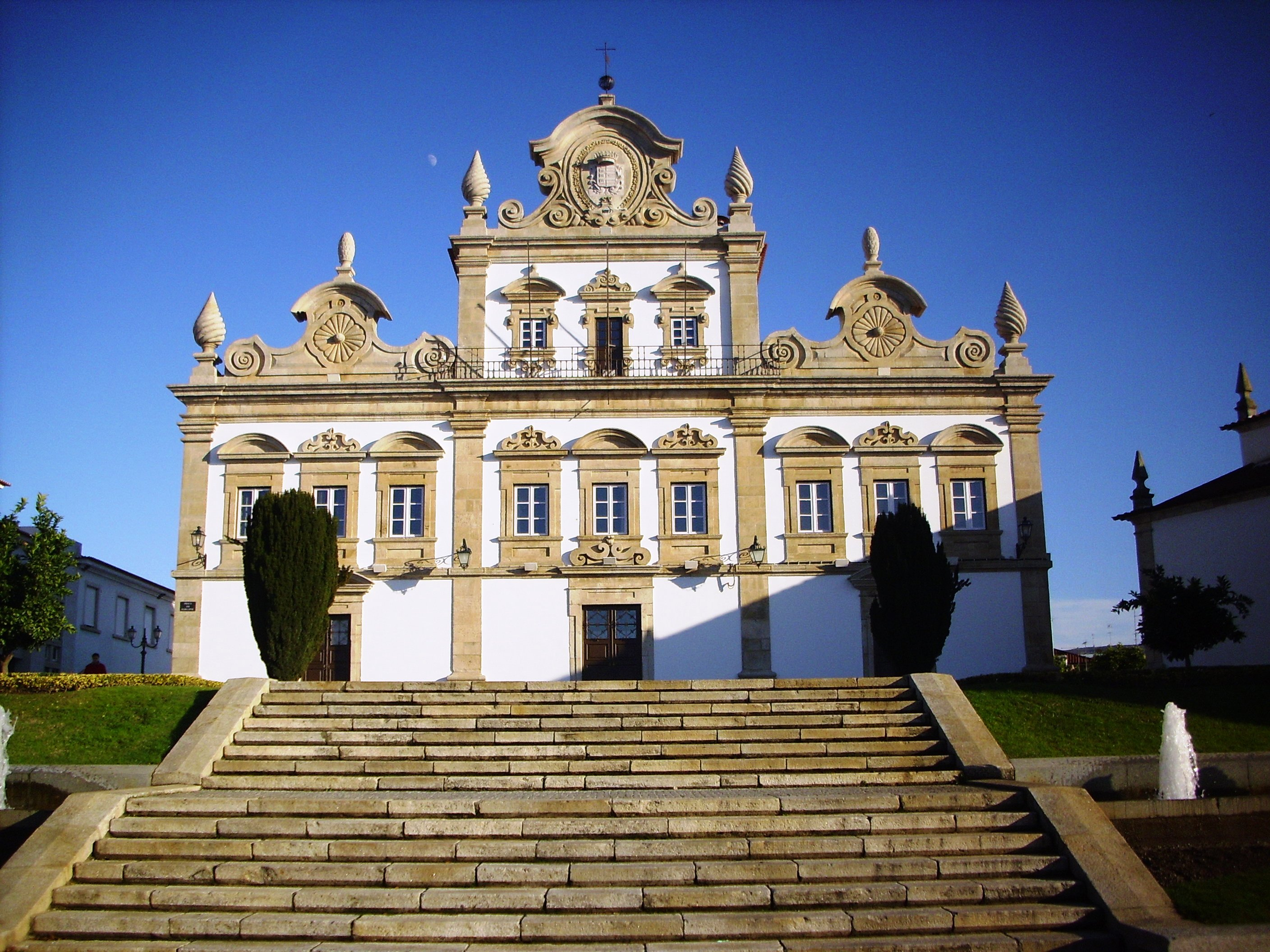
Siège de la Mairie de Mirandela.

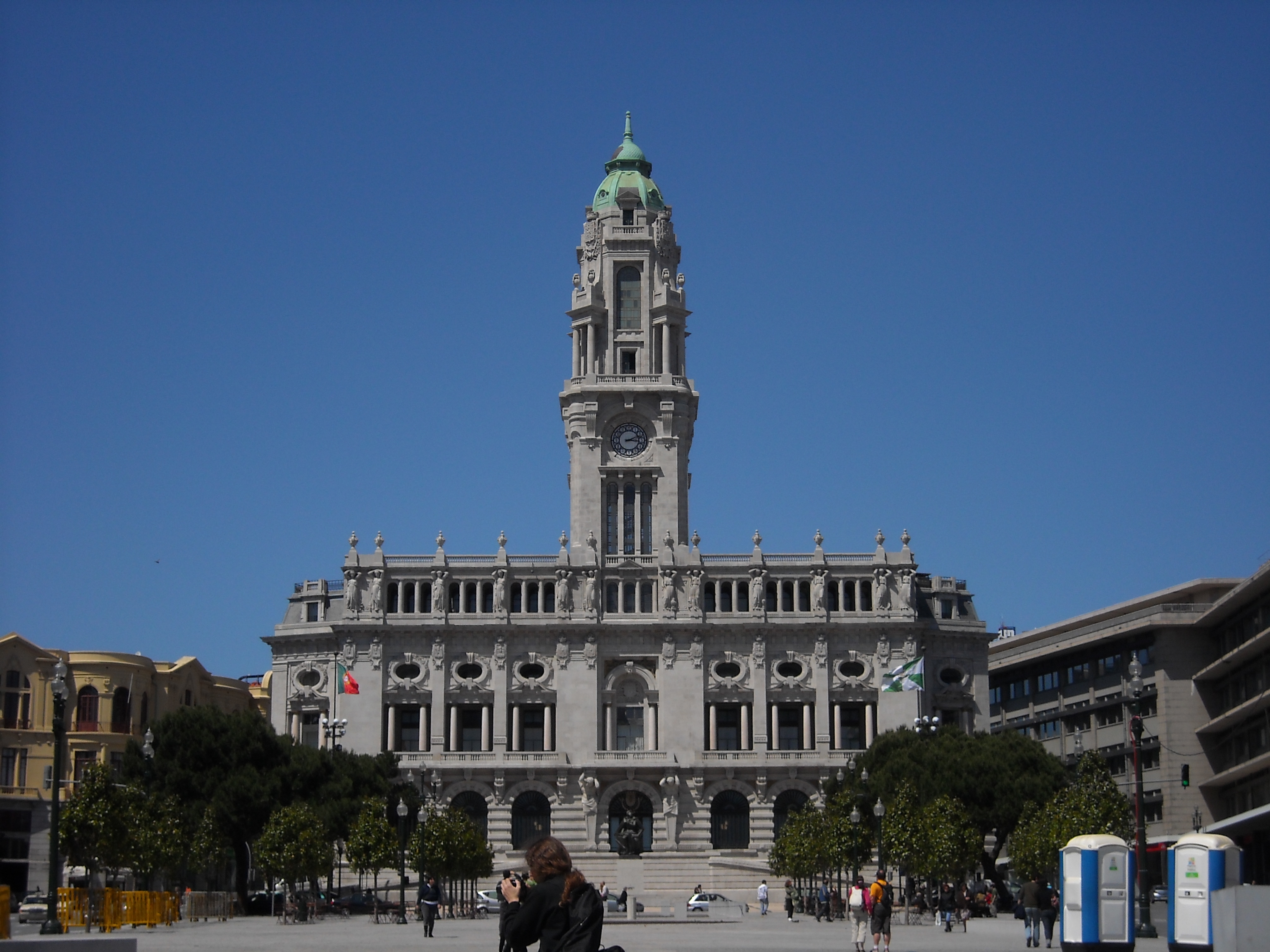
Siège de la Mairie de Porto.

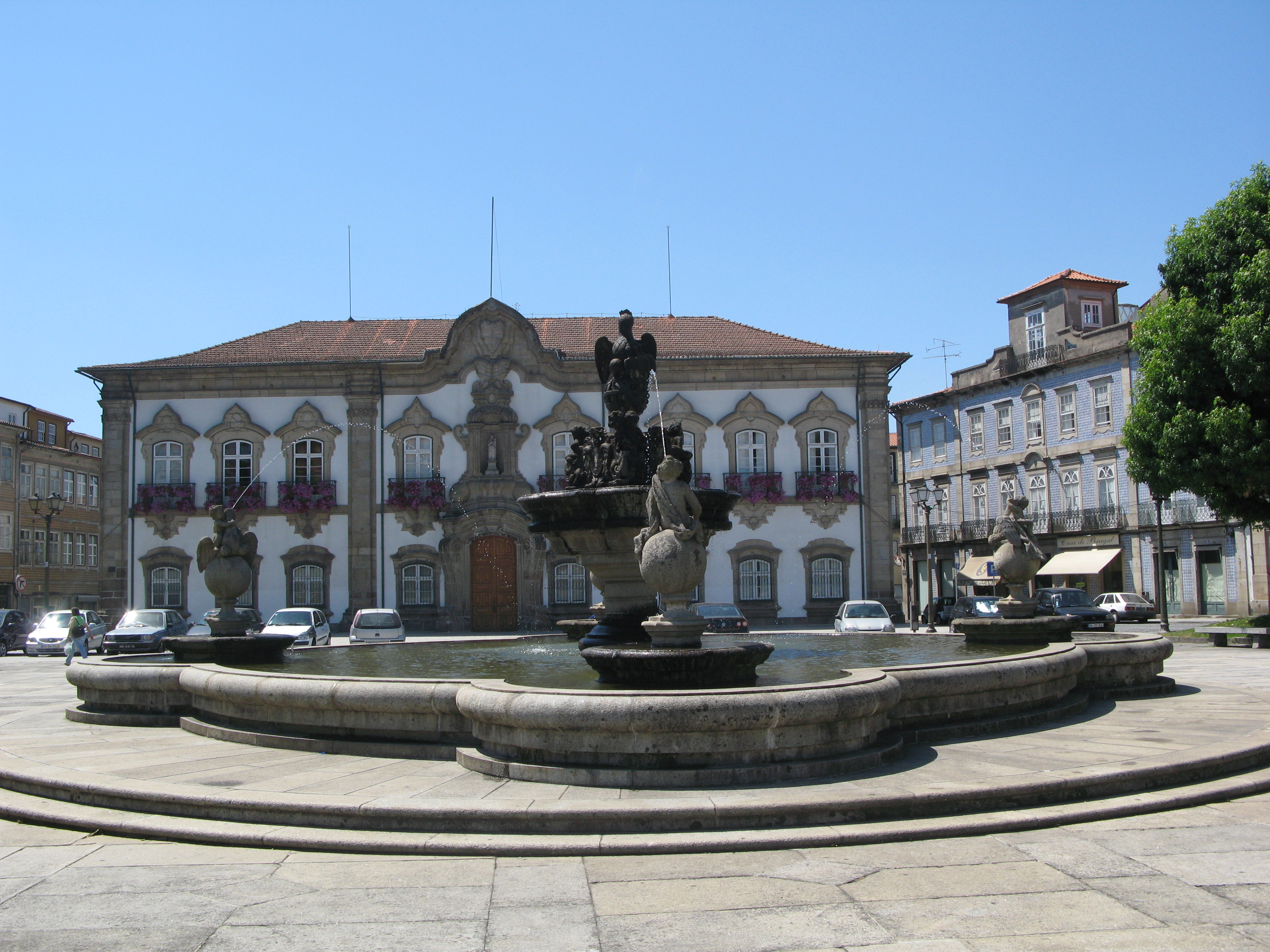
Siège de la Mairie de Braga.

La chambre municipale (câmara municipal en portugais), est l'organe exécutif collégial de chacune des municipalités du Portugal et, au sens large, l'ensemble des départements et services de l'administration municipale. Par extension, le terme « câmara municipal » est également fréquemment utilisé pour désigner l'hôtel de ville.
C'est un organe collégial, composé d'un président, d'un vice-président et de conseillers éluent pour 4 ans au suffrage universel direct à la représentation proportionnelle. La personne qui est en tête de la liste ayant reçu le plus de voix pour le conseil aux élections locales devient président du conseil municipal. En général, les conseillers ayant des portefeuilles sont les membres restants élus à partir de cette liste. Les conseillers sans portefeuille sont les conseillers élus des listes minoritaires, constituant généralement l'opposition. L'équipe municipale, qui est composée du président et des conseillers, est également appelée « exécutif municipal » ou « conseil ».
Le nombre de membres varie de 5 à 17 selon le nombre d'électeurs inscrits dans la commune.